# Königswiesen
Königswiesen est une commune autrichienne du district de Freistadt en Haute-Autriche.